# Andre Gaddy
Andre Gaddy (Brooklyn, Nova York, 22 d'abril de 1959) és un exjugador de basquetbol estatunidenc. Amb els seus 2,08 centímetres i 91 kilograms de pes, jugava en la posició d'aler pivot.

## Carrera esportiva
Va començar jugant amb els Patriots, l'equip de l'institut George Mason de Fairfax, a Virgínia, entre els anys 1978 i 1982. Va ser triat pels Houston Rockets en la 4a ronda del Draft de l'NBA del 1982, però va acabar jugant al Club Joventut Badalona de la lliga ACB. En aquella temporada va fer una mitjana de 20 punts i 12 rebots per partit. La temporada següent se'n va tornar als Estats Units i va jugar a la CBA amb els Albany Patroons, amb qui va aconseguir guanyar el campionat.
La temporada 1984-85 va fitxar per l'Associazione Pallacanestro Udinese, començant així una estada d'uns quants anys a la lliga italiana. L'any següent va canviar de club fitxant pel Fabriano Basket de l'A2 italiana, on hi jugarà dues temporades amb una mitjana de 19 punts i 11 rebots. Va fer un parèntesi a la seva estada italiana per jugar la temporada 1987-88 al Lagisa Gijón de la Primera B espanyola. Se'n va tornar a Itàlia per disputar la seva darrera temporada en actiu, jugant aquesta vegada amb el Caripe Pescara, mantenint una mitjana de 19,5 punts i 10 rebots per partit.